# BKS Bank
Die BKS Bank AG ist eine Universalbank mit Sitz in Klagenfurt (Kärnten). Sie bildet mit der Oberbank und der Bank für Tirol und Vorarlberg (BTV) die 3-Banken-Gruppe. Die Bank wurde im Jahr 1922 als reine Unternehmensbank unter Mitwirkung der Bayerischen Hypotheken- und Wechselbank gegründet. Seit 1964 betreut sie auch Privatkunden. Im Jahr 1969 begann eine Kooperation mit der Bausparkasse Wüstenrot. Mit der Gründung einer Filiale in Graz im Jahr 1983 wurde der Unternehmensname (Firma) erweitert auf „Bank für Kärnten und Steiermark Aktiengesellschaft“, welcher 2005 auf „BKS Bank“ reduziert wurde. Seit 1986 folgte die Aktiennotierung an der Wiener Börse.

## Geschichte
Im Jahr 1922 trat A. v. Ehrfeld mit der Bayerischen Hypotheken- und Wechselbank in ein Kommanditverhältnis unter dem Namen „Kärntner Kredit- und Wechsel-Bankgesellschaft Ehrfeld & Co“ ein. Sitz der Bank war Klagenfurt. Im gleichen Jahr wurden Zweigniederlassungen in Villach und Spittal/Drau, ein Jahr später auch eine in Wolfsberg erworben. Zu Beginn wurden nur Firmenkunden betreut. Nach jahrelangen Bestrebungen, die Kommandite in eine Aktiengesellschaft umzuwandeln, kam es 1928 zur Gründung der „Bank für Kärnten“. Trotz der weltweiten Krise entwickelte sich die Bank in jener Zeit gut. 1939 wurde der Firmenname von „Bank für Kärnten“ in „Bank für Kärnten Aktiengesellschaft“ geändert. Die Bank nahm ab 1964 das Privat-Klein-Kredit-Geschäft als neue Geschäftssparte auf und baute in den folgenden Jahren sukzessive das Zweigstellennetz aus. Ab 1965 kooperierte die Bank mit der Bausparkasse Wüstenrot. Im Jahr 1970 kam es erstmals zu einer gemeinsamen Drei-Banken-Anleihe mit der Bank für Oberösterreich und Salzburg und der Bank für Tirol und Vorarlberg.

### Expansion über Kärnten hinaus
Die erste Expansion über die Kärntner Grenzen geschah 1983 mit der Gründung einer Filiale in Graz. Es folgte die Änderung des Firmenwortlautes in Bank für Kärnten und Steiermark Aktiengesellschaft (BKS) und die Gründung der Alpenländische Garantie-GmbH (ALGAR) in Linz. Diese Gesellschaft sicherte die BKS Bank, die Oberbank und die Bank für Tirol und Vorarlberg gegen eventuelle Ausfälle bei Großkrediten ab. Ab 1986 wurde die BKS-Bank-Stammaktie im Amtlichen Handel an der Wiener Börse gehandelt. Das Grundkapital war damals in 3,0 Mio. Aktien im Nennbetrag von je ATS 100,- zerlegt. 1988 erfolgte der Einstieg in das Leasinggeschäft und die Gründung der Drei-Banken-Versicherungs-AG mit den Schwesterbanken. Zwei Jahre später wurde die erste Geschäftsstelle in Wien eröffnet.
Im darauffolgenden Jahr wurde die Drei-Banken-EDV GmbH (2017 wurde die Drei-Banken-EDV GmbH in 3 Banken IT GmbH umbenannt) mit den Schwesterbanken gegründet und nach den Plänen von Architekt Wilhelm Holzbauer mit dem Bau der BKS Bank-Zentrale am St. Veiter Ring 43 begonnen. Die neuen Büros wurden termingerecht im November 1993 bezogen. Mit dem Abschluss einer Vertriebs- und Kooperationsvereinbarung für das Versicherungs- und Investmentfondsgeschäft mit der Generali-Vienna-Gruppe 1998 wuchs die Bank weiter. Nach dem Ausscheiden der langjährigen Aktionärin Bayerische Hypotheken- und Wechselbank AG erwirbt die Generali-Gruppe rund 7,44 % der BKS-Bank-Stammaktien. Es begann die internationale Expansion mit Gründung einer Repräsentanz in Zagreb (Kroatien), sowie dem Erwerb einer Leasinggesellschaft in Ljubljana (Slowenien), der heutigen BKS-leasing d.o.o.
Erstmals traten die BKS und die Schwesterbanken im Jahr 2000 gemeinsame medienwirksam als 3-Banken-Gruppe auf.

### Internationale Expansion
2002 folgte die Gründung der kroatischen BKS-leasing Croatia d.o.o. mit dem Sitz in Zagreb. Im Folgejahr erwarb die Bank die Mehrheit an der „Die Burgenländische Anlage & Kredit Bank AG“ (Die BAnK). 2004 wurde die erste slowenische Bankfiliale in Ljubljana in Betrieb genommen, sowie eine Repräsentanz in Italien errichtet. Zur Fusionierung der „Die BAnK“ in die BKS kam es 2005. Im gleichen Jahr wurde eine Repräsentanz in Ungarn gegründet und der Firmenwortlaut an die Expansion der letzten Jahre angepasst. Er lautete nunmehr „BKS Bank AG“.
Mit der Übernahme der Kvarner banka d.d., Rijeka 2006 trat die Bank in den Bankenmarkt in Kroatien ein. Es folgte die Errichtung einer Repräsentanz in Bratislava und der Kauf der slowakischen „KOFIS Leasing“ 2007, die in den BKS Bank Konzern integriert und in BKS-Leasing a.s. umbenannt wurde. 2008 wurde die Kvarner banka d.d. in „BKS Bank d.d.“ umbenannt und eine Filiale in Zagreb eröffnet. Ein Jahr später erfolgte ein Split der BKS-Bank-Aktien im Verhältnis 1 : 6 und die Anhebung des Grundkapitals auf 65,52 Mio. € im Zuge einer Kapitalerhöhung. Es wurde seither durch 30.960.000 Stamm-Stückaktien und 1.800.000 Vorzugs-Stückaktien vertreten. 2010 wurde das Wertpapiergeschäft in Slowenien aufgenommen, womit nun alle Dienstleistungen des Universalbankgeschäftes angeboten wurden. Gleichzeitig erfolgte die Ausweitung des Retailkundengeschäftes in Kroatien.
Im darauffolgenden Jahr erfolgte der Markteintritt in das slowakische Bankgeschäft mit Eröffnung einer Filiale in Bratislava und 2012 die Aufnahme des Retailkundengeschäfts in der Slowakei. Die Direktion Wien übersiedelte vom Lugeck in die Renngasse. Es wurde das 90-jährige Bestandsjubiläum der BKS Bank AG gefeiert.
2013 erfolgte die Fusion der österreichischen Leasinggesellschaften, die Gründung der BKS Service GmbH zur Übernahme von Agenden der Marktfolge und die Bündelung der Immobilienaktivitäten in der BKS Immobilien-Service Ges.m.b.H. Im Herbst 2016 erfolgte eine Kapitalerhöhung, bei der der Streubesitz erhöht und zahlreiche neue Aktionäre gewonnen wurden. In Slowenien wurde 2015 das Wertpapiergeschäft der in Abwicklung befindlichen Factor banka d.d. übernommen, 2016 erfolgte der Kauf von Depots der Wertpapierfirma Perspektiva. 2018 übernahm die BKS Bank in Slowenien den Wertpapier-Broker GBD (GBD (Gorenjska borznoposredniška družba d.d), damit zählt sie zu den wichtigsten Wertpapieranbietern in Slowenien. Seit die BKS Bank 2019 auch Kunden des Wertpapier-Brokers ALTA Invest, investicijske storitve, d.d. übernahm, ist sie der größte Wertpapierdienstleister Sloweniens.

## Kennzahlen
Die BKS Bank AG ist unter der Nummer AT0000624705 börsennotiert. Die Hauptaktionäre sind die Oberbank, BTV und Generali 3 Banken Holding AG. Weitere stimmberechtigte Aktionäre sind die UniCredit Bank Austria, die CABO Beteiligungsgesellschaft, die Generali 3 Banken Holding AG und die Wüstenrot Wohnungswirtschaft reg. Gen.m.b.H sowie die BKS-Belegschaftsbeteiligungsprivatstiftung. Rund 24,2 % der Aktien befinden sich in Streubesitz.
Die Bilanzsumme der BKS Bank betrug zum Jahresende 2019 8,58 Mrd. Euro, der Konzernjahresüberschuss nach Steuern 92,9 Mio. Euro. Das Kreditvolumen betrug 6,29 Mrd. Euro, die Primäreinlagen 6,67 Mrd. Euro. Die Gesamtkapitalquote betrug 16,2 %, die Kernkapitalquote 12,7 %.
Der Konzern beschäftigt über 1.100 Mitarbeiter in über 63 Geschäftsstellen in Kärnten, Steiermark, Burgenland, Wien, Niederösterreich, in Slowenien, Kroatien und in der Slowakei. Weiters verfügt die Bank über eine Repräsentanz in Padua. Zudem ist die BKS Bank zu 100 % Eigentümerin an der slowakischen BKS-Leasing s.r.o. (vormals KOFIS Leasing a.s.), der slowenischen BKS-Leasing d.o.o. und der kroatischen BKS-Leasing Croatia d.o.o.

## Auszeichnungen und Engagement
2019 wurde die BKS Bank mit dem Staatspreis Unternehmensqualität in der Kategorie Großunternehmen ausgezeichnet.
Im Mai 2020 absolvierte sie auch die Zertifizierung nach dem Umweltmanagementsystem EMAS erfolgreich. Die BKS Bank-Stammaktie ist seit 2016 Teil des VÖNIX, einem Nachhaltigkeitsindex an der Wiener Börse.